# 新幾內亞角鵰
新幾內亞角鵰（學名：Harpyopsis novaeguineae）是一種大型的灰棕色猛禽，雌性體型略大於雄性。它是該屬下的唯一成員。

## 習性
新幾內亞角鵰是新幾內亞的特有種，棲息在未開發的熱帶雨林中。在島嶼上的巨蜥與袋獅滅絕後，新幾內亞角鵰成為當地頂級掠食者，主要的獵物為蛇、其他鳥類與哺乳類，比如袋貂、紐幾內亞唱犬的幼仔等。

## 保育
由於棲息地破壞與濫捕，新幾內亞角鵰在國際自然保護聯盟瀕危物種紅色名錄中被列為易危物種。

## 外部連結
- BirdLife Species Factsheet （页面存档备份，存于）